# Kapitäl (typografi)

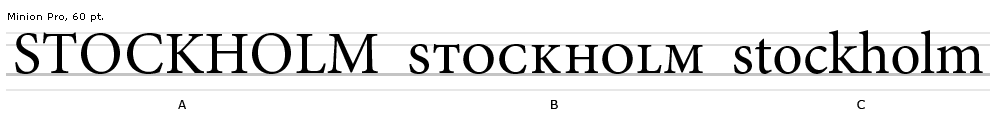
(A) är versaler och (C) är gemener. (B) är kapitäler, alltså versaler på gemenernas x-höjd

Kapitäl är en typografisk term för versaler ("stor bokstav") med ungefär samma typografiska höjd som de uppstapel- och underhängslösa gemena ("små") bokstäverna – "typvariant med versalernas teckenbild och (ungefär) x-höjdens storlek". Viktigt att belysa är att kapitäler är kumulativa versaler.  Inledande litteran vid meningens avstamp är emellertid resligare än lydande versaler. Detta är skillnaden gentemot de mer normativa versalerna, där alla litteraner har lika stor x-höjd.
Kapitäler används främst av estetiska skäl, i de textsammanhang där fullstora versaler upplevs som klumpiga (oftast i samband med gemener). Kapitälerna nyttjas för att ge texten en behagligare och mer estetisk ordbild tillsammans med gemenerna, men också där rena versaler kan anses bli för klumpiga.
Det råder skilda meningar över när kapitäler lämpligen används:
- En del typografer väljer att inte skriva initialer eller "versalförkortningar" med kapitäler (exempelvis JFK, USA, P. C. Jersild etc.), utan använder istället vanliga, fullstora versaler.
- Ibland väljer vissa typografer att inleda egennamn med fullstora versaler, för att sedan fortsätta med kapitäler. Ibland förekommer dock att egennamn sätts med kapitäler rakt igenom.
- Ibland används kapitäler för att markera viktiga ord. Detta är vanligt främst i äldre trycksaker – idag kan emellertid kursiv stil ofta vara att föredra.

Vad gäller mjukvarubaserade typsnitt brukar kapitäler följa med i expert- eller pro-versionen av snittet, tillsammans med andra mer "avancerade" typografiska tecken såsom gemena siffror och ligaturer.
Ordet Kapitäl ska inte förväxlas med det engelska ordet Capital, som betyder versal ("stor bokstav").

## Äkta och falska kapitäler

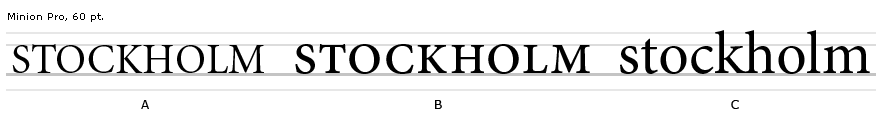
(A) är "falska" kapitäler", alltså bara förminskade versaler. (B) är "äkta kapitäler", som ger samma svärta (vikt eller "fyllighet") som gemenerna (C). De "äkta" kapitälerna anses medföra en bättre ordbild.

"Äkta kapitäler" benämns de kapitäler som redan ingår i en teckenuppsättning, och som är anpassade i bredd för att ge samma vikt eller "fyllighet" som de gemena bokstäverna. Här är varje enskild kapitäl separat formgiven av teckensnittsskaparen, på samma sätt som de enskilda versalerna och gemenerna.
"Falska kapitäler" är till skillnad från de äkta egentligen endast förminskade versaler. De falska kapitälerna ingår i regel inte i typsnittets teckenuppsättning, utan skapas momentant av exempelvis ett ordbehandlingsprogram. Ofta blir dessa falska kapitäler för magra i förhållande till gemenerna, vilket kan störa ordbilderna och därmed läsbarheten. Av denna anledning rekommenderas användandet av "äkta" kapitäler före de falska, så långt det är möjligt.